# Theater of AAA 〜ボクラノテ〜
「Theater of AAA 〜ボクラノテ〜」（シアター・オブ・トリプルエー ボクラノテ）とは、2006年5月4日 - 7日にステラボールで行われたAAA主演の舞台のDVD化作品。

## 概要
- AAAが、「戦争の中で起きた恋愛と仲間の友情」などを題材とした舞台をDVD化したもので、特攻隊に志願した青年の悲劇的な物語が展開される。
- ファンクラブ「AAA Party」のみの限定販売。枚数限定ではない。

## 役者
- 西島たかし:西島隆弘
- 浦田かずや:浦田直也
- 末吉あかね:宇野実彩子
- 日高ひろみち:日高光啓
- 與しんいち:與真司郎
- 後藤たえ:後藤友香里
- 末吉しゅうぞう:末吉秀太
- 伊藤ともこ:伊藤千晃

## 収録内容
1. Theater of AAA 〜ボクラノテ〜